# Roscosmos
A Corporação Estatal de Atividades Espaciais Roscosmos (em russo:  Государственная корпорация ïî космической деятельности; Роскосмос), ou simplesmente Roscosmos (em russo:  Роскосмос) é uma corporação estatal da Federação Russa responsável pelos voos espaciais, programas de cosmonautas e pesquisa aeroespacial.
Originária do programa espacial soviético fundado na década de 1950, a Roscosmos surgiu após a dissolução da União Soviética em 1991. Começou inicialmente como a Agência Espacial Russa, que foi criada em 25 de fevereiro de 1992 e reestruturada em 1999 e 2004, como a Agência Espacial e Aeronáutica Russa e a Agência Espacial Federal (Roscosmos), respectivamente. Em 2015, a Agência Espacial Federal (Roscosmos) foi fundida com a Corporação Unida de Foguete e Espaço, uma corporação governamental, para renacionalizar a indústria espacial russa, levando à Roscosmos em sua forma atual.
A Roscosmos está sediada em Moscou, com seu principal Centro de Controle de Missão na cidade vizinha de Koroliov, e o Centro de Treinamento de Cosmonautas Iuri Gagarin localizado na Cidade das Estrelas, no Oblast de Moscou. Suas instalações de lançamento incluem o Cosmódromo de Baikonur, no Cazaquistão, o primeiro e maior espaçoporto do mundo, e o Cosmódromo de Vostochny, que está sendo construído no Extremo Oriente Russo no oblast de Amur. Seu diretor desde julho de 2022 é Yuri Borisov.
Como o principal sucessor do programa espacial soviético, o legado da Roscosmos inclui o primeiro satélite do mundo, o primeiro voo espacial humano e a primeira estação espacial. Suas atividades atuais incluem a Estação Espacial Internacional, da qual é um grande parceiro. Em 22 de fevereiro de 2019, a Roscosmos anunciou a construção de sua nova sede em Moscou, o Centro Espacial Nacional. A receita da empresa na Rússia em 2021 foi de US.96.683.300.

## História

### Fundação

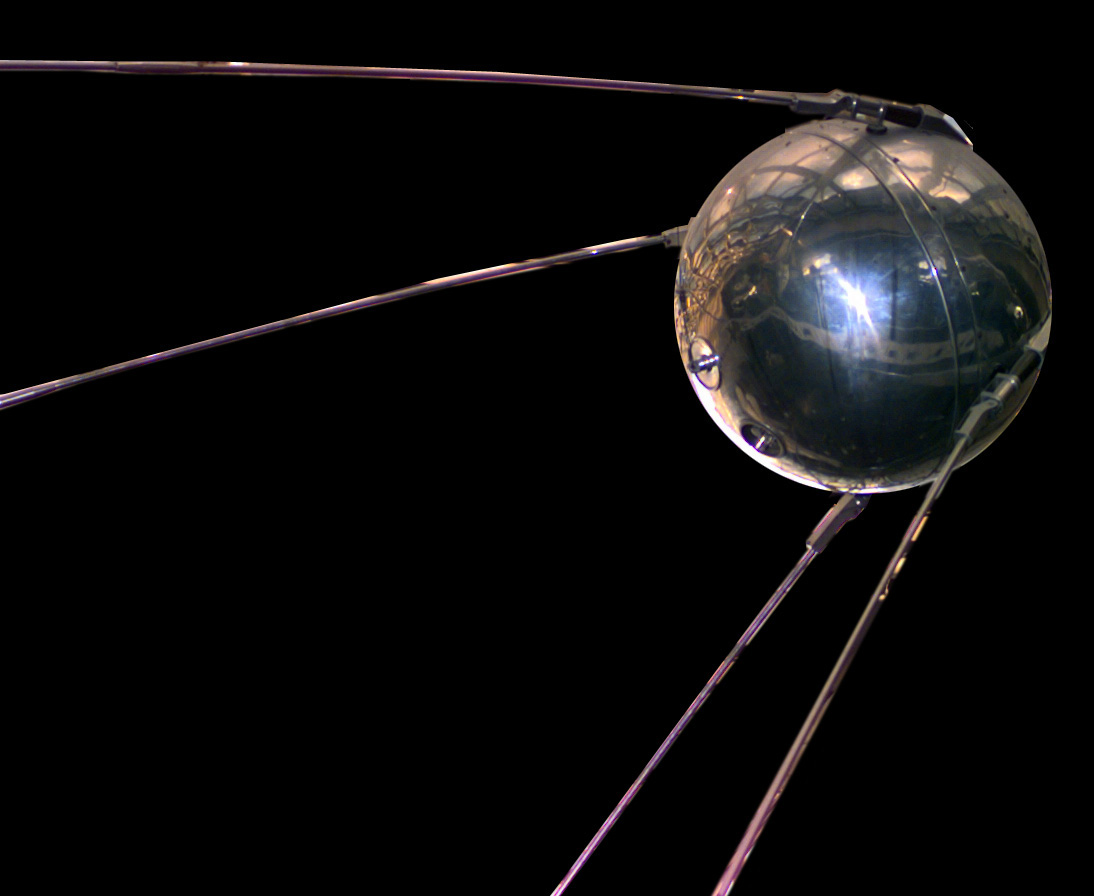
Sputnik 1, o primeiro satélite artificial da história

O programa espacial soviético não tinha agências executivas centrais. Em vez disso, sua arquitetura organizacional era multicêntrica; eram os escritórios de design e o conselho de designers que tinham mais voz, não a liderança política. A criação de uma agência central após a separação da Rússia da União Soviética foi, portanto, um novo desenvolvimento. A Agência Espacial Russa foi formada em 25 de fevereiro de 1992, por um decreto do presidente Yeltsin. Yuri Koptev, que já havia trabalhado no projeto de aterrissadores de Marte na NPO Lavochkin, tornou-se o primeiro diretor da agência.
Nos primeiros anos, a agência sofria de falta de autoridade, pois os poderosos escritórios de design lutavam para proteger suas próprias esferas de operação e sobreviver. Por exemplo, a decisão de manter a Mir em operação além de 1999 não foi tomada pela agência; em vez disso, foi feito pelo conselho de acionistas privados do escritório de design de energia. Outro exemplo é que a decisão de desenvolver o novo foguete Angara foi mais uma função da capacidade de Khrunichev de atrair recursos do que uma decisão consciente de longo prazo da agência.

### Século XXI

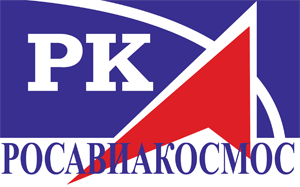
Símbolo da Roscosmos entre 1991 e 2004

Em 31 de outubro de 2000, uma espaçonave Soyuz decolou do Cosmódromo de Baikonur às 10h53, horário do Cazaquistão. A bordo estavam o Comandante da Expedição Um William Shepherd da NASA e os cosmonautas Sergei Krikalev e Yuri Gidzenko da Roscosmos. O trio chegou à Estação Espacial Internacional em 2 de novembro, marcando o início de uma presença humana ininterrupta no laboratório em órbita.
Com o crescimento da economia Russa resultante do aumento das exportações e da alta no preço do gás e do petróleo, a situação da agência tem melhorado. Como resultado disso o parlamento Russo (Duma) aprovou um orçamento de 305 bilhões de rublos (cerca de US$ 11 bilhões) para o período de 2006-2015. O orçamento de 2006 foi de 25 bilhões de rublos (cerca de US$ 900 milhões), 33% maior que o orçamento de 2005. Para melhorar seu orçamento a Roscosmos planeja obter mais 130 bilhões de rublos através de outros meios, como investimentos industriais e lançamentos comerciais.

## Estrutura e administração

### Frota de foguetes

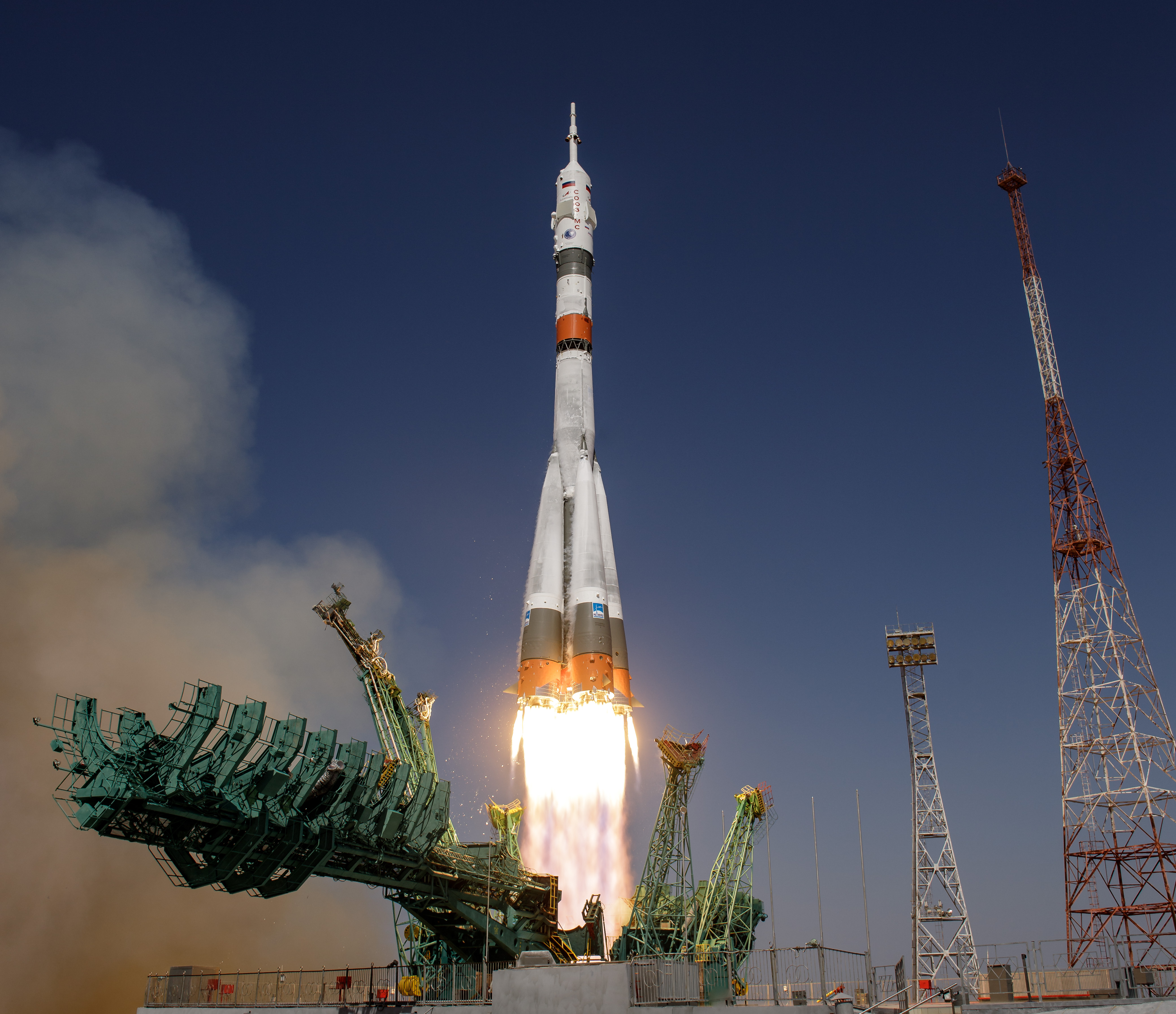
Os foguetes Soyuz são responsáveis pelo lançamento de todas as naves espaciais Soyuz e Progress ao espaço

A Roscosmos usa uma família de vários foguetes de lançamento, sendo o mais famoso deles o R-7, comumente conhecido como foguete Soyuz que é capaz de lançar cerca de 7,5 toneladas em órbita terrestre baixa. O foguete Proton (ou UR-500K) tem uma capacidade de elevação de mais de 20 toneladas para LEO. Foguetes menores incluem Rokot e outros.
Atualmente, o desenvolvimento de foguetes engloba um novo sistema de foguetes, Angara, bem como aprimoramentos do foguete Soyuz, Soyuz-2 e Soyuz-2-3. Duas modificações da Soyuz, a Soyuz-2.1a e a Soyuz-2.1b já foram testadas com sucesso, aumentando a capacidade de lançamento para 8,5 toneladas para LEO.

### Controle de lançamento
A sede da Roscosmos está localizada em Moscou, enquanto o centro de operações de missões espaciais está localizado na cidade vizinha de Korolev. O diretor-geral da agência é Igor Komarov. O Centro de Formação de Cosmonautas na Cidade das Estrelas. Os centros de lançamentos utilizados são o Cosmódromo de Baikonur, no Cazaquistão (a principal instalação de lançamento da Roscosmos), o Cosmódromo de Plesetsk (usado principalmente para voos não tripulados e militares) e o Cosmódromo de Vostochny, que tende a se tornar a principal base de lançamentos no futuro.

Instalações da Roscosmos
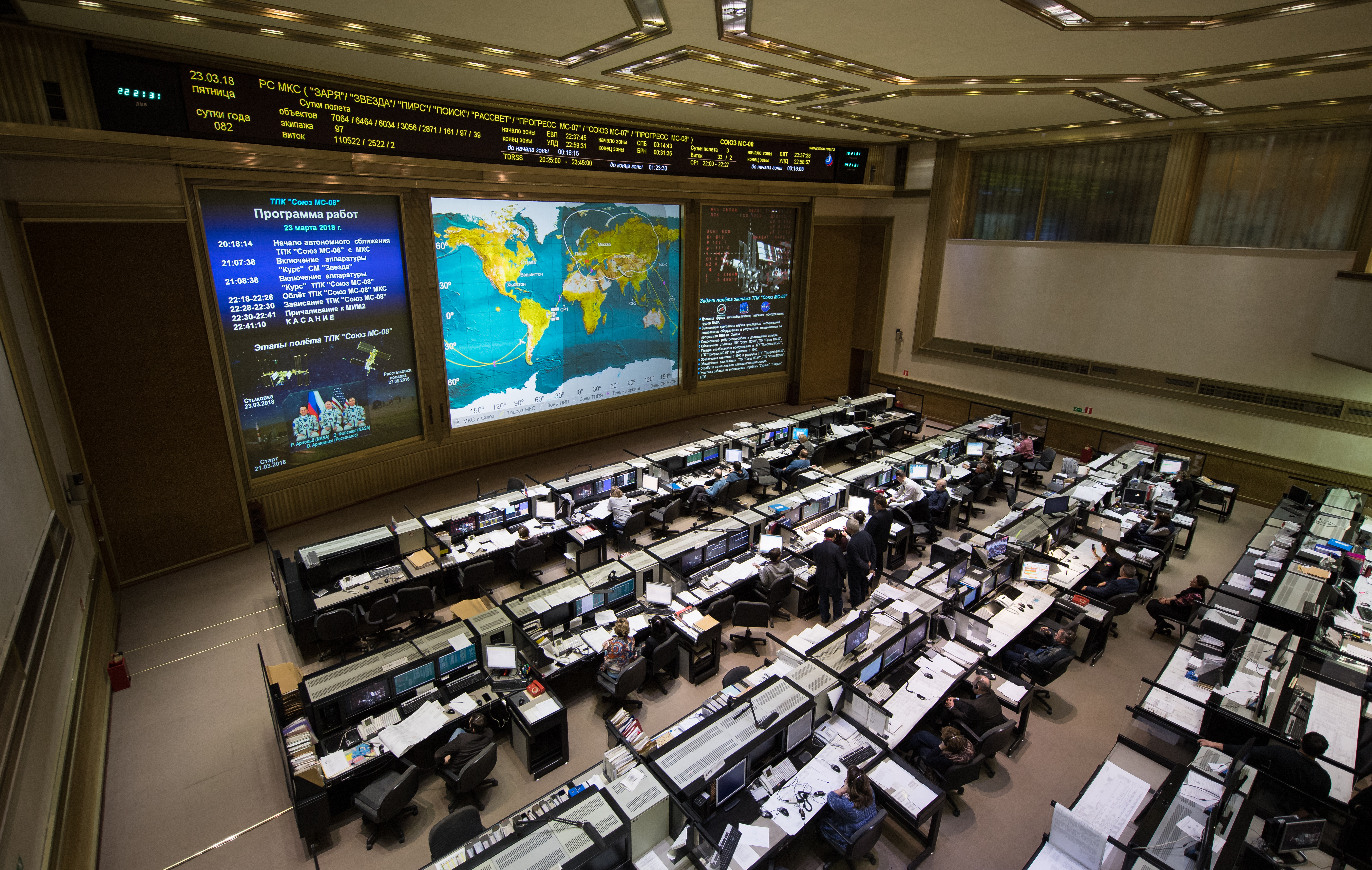
Centro de Controle de Missão RKA, na Rússia
Cosmódromo de Vostochny, na Rússia
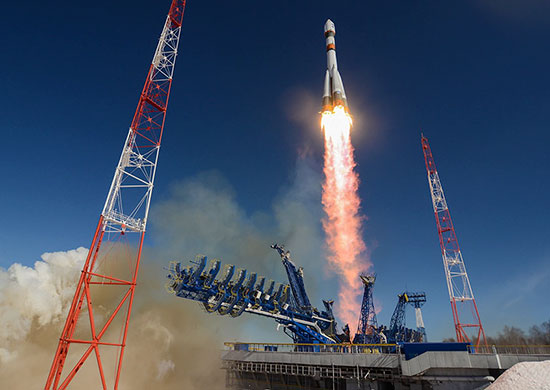
Cosmódromo de Plesetsk, na Rússia
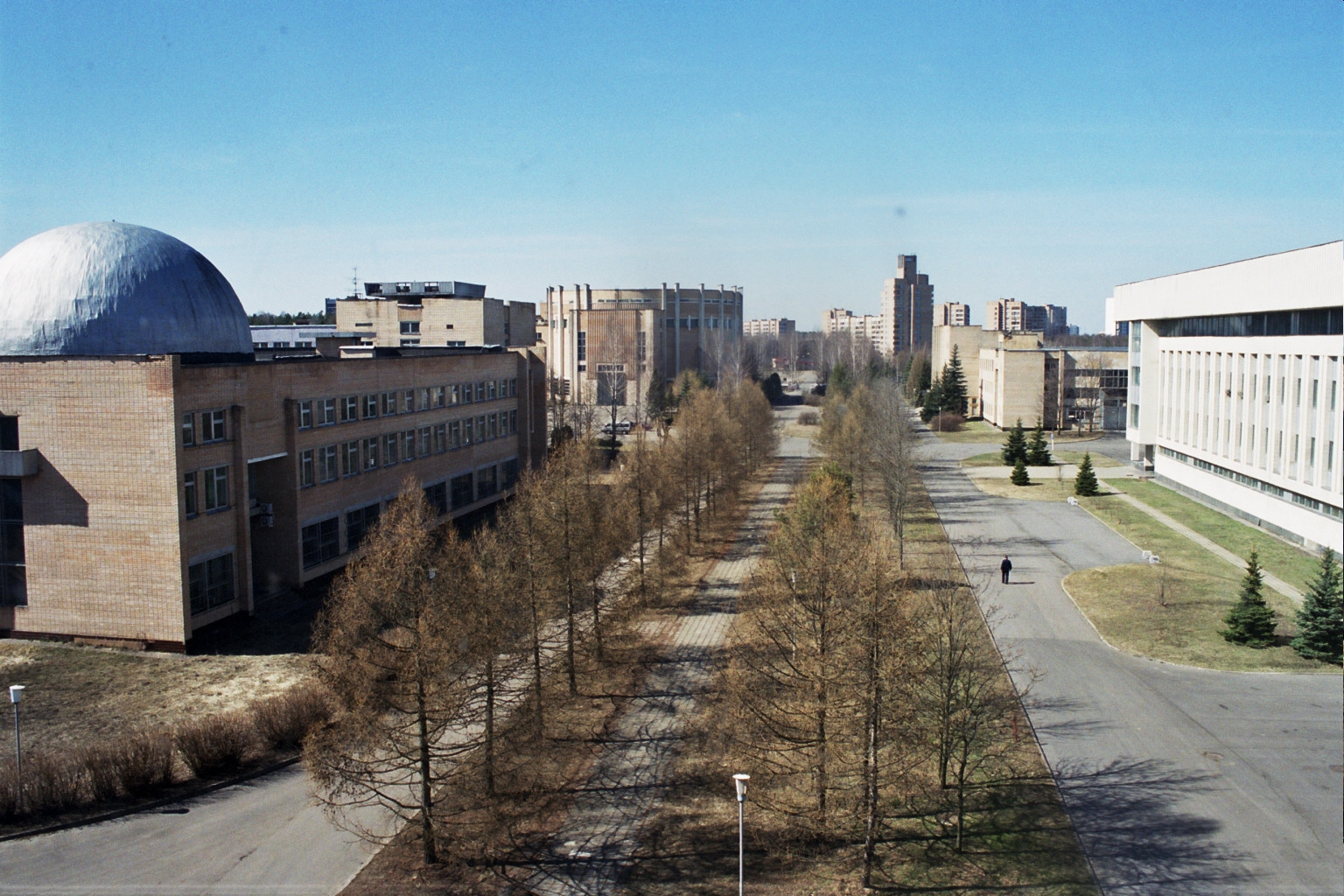
Centro de Treinamento de Cosmonautas Iuri Gagarin, na Rússia
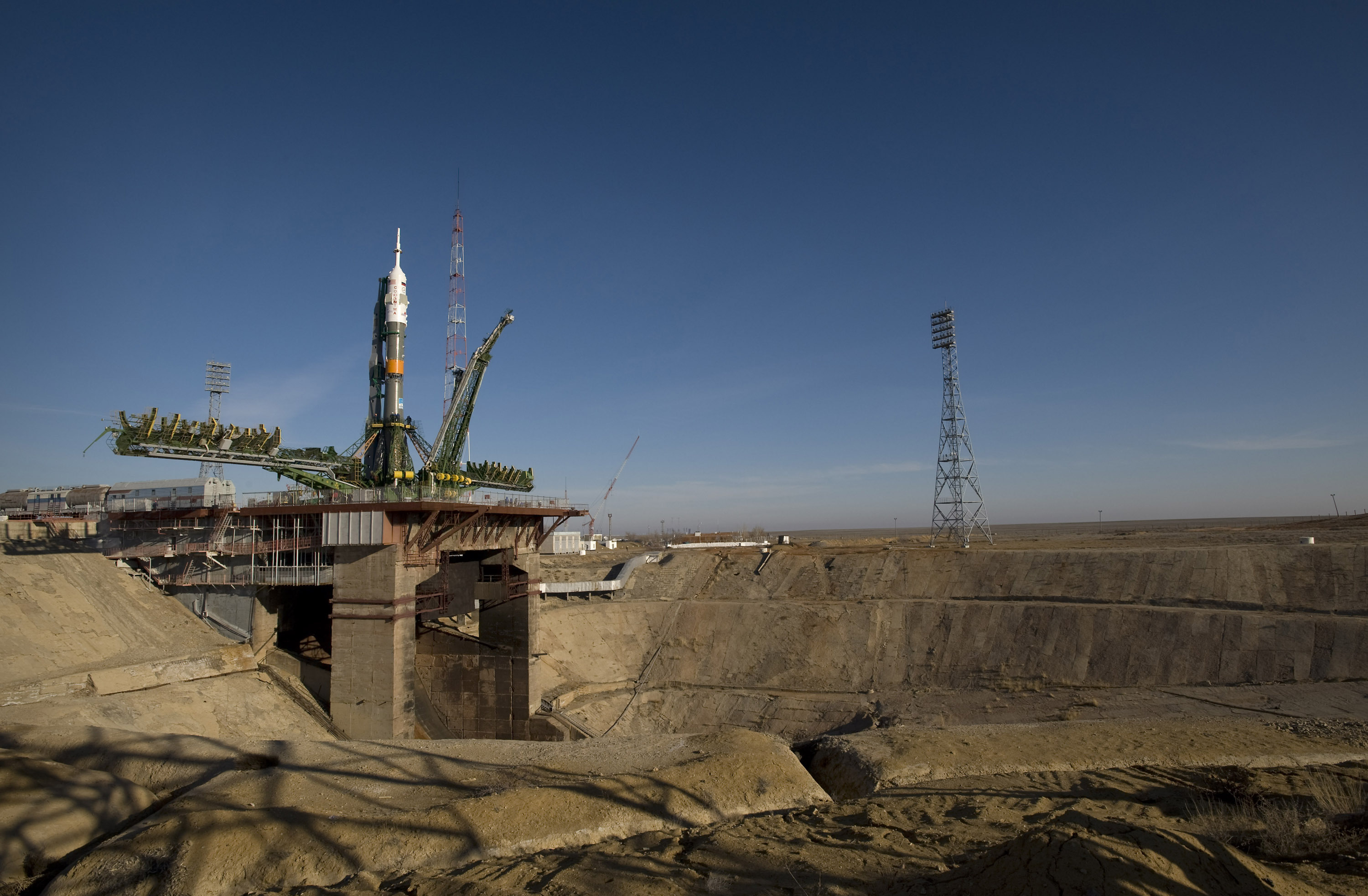
Cosmódromo de Baikonur, no Cazaquistão

### Programas espaciais

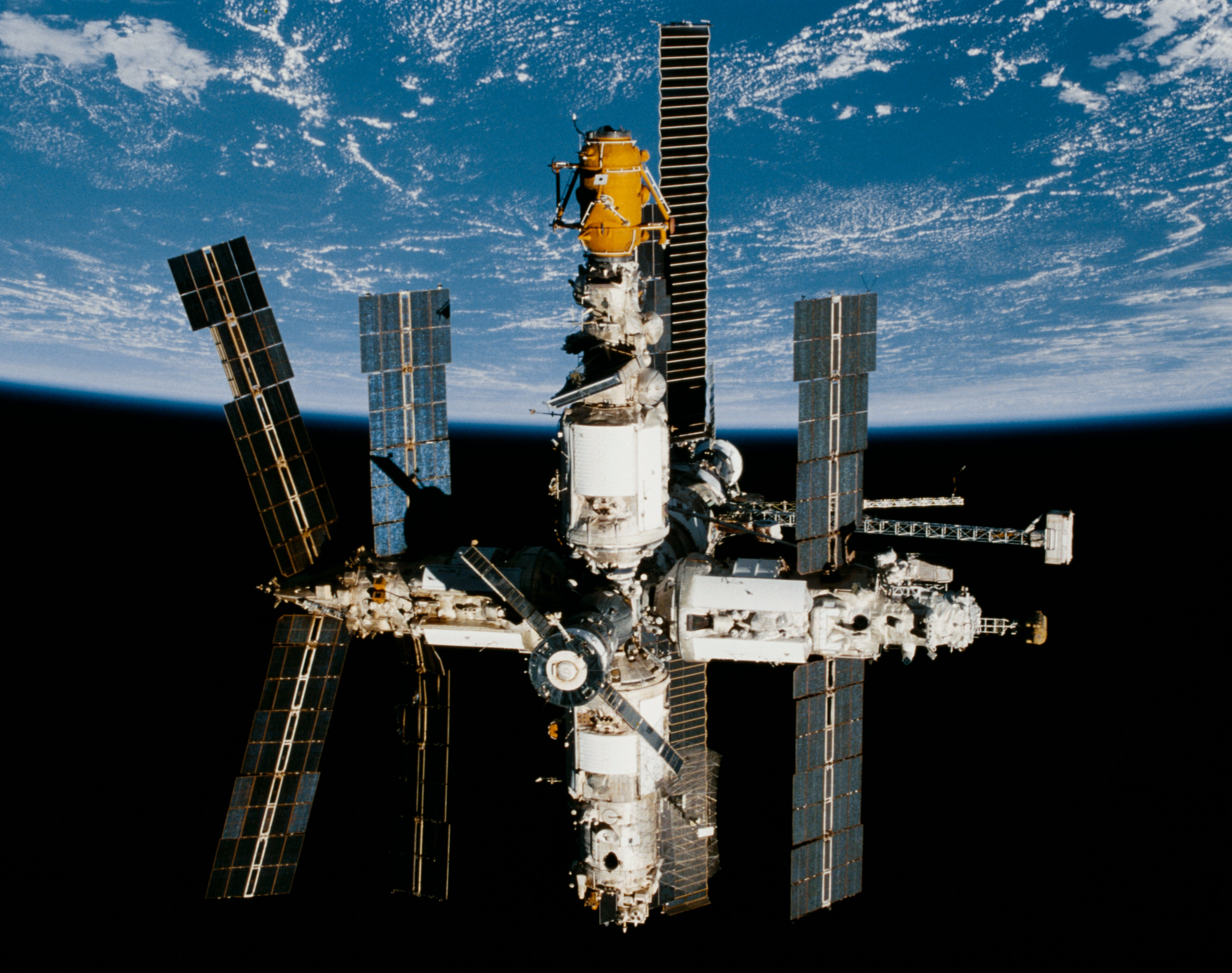
A Mir em 11 de fevereiro de 1998

Esta agência é uma das envolvidas no programa da Estação Espacial Internacional. A RKA também proporciona turismo espacial através da companhia Space Adventures.
A RKA opera ainda num variado leque de programas científicos para o planeta Terra, comunicações e de investigação científica. Um dos projetos mais interessantes da Roscosmos é o chamado Mars 500, uma simulação de uma viagem tripulada de ida e volta até o planeta Marte. Com previsão para iniciar no início de 2009, essa missão será realizada nas instalações do Instituto de Problemas Biomédicos da Rússia onde foram criados módulos pressurizados para comportar 6 tripulantes.

#### Estação Espacial Internacional

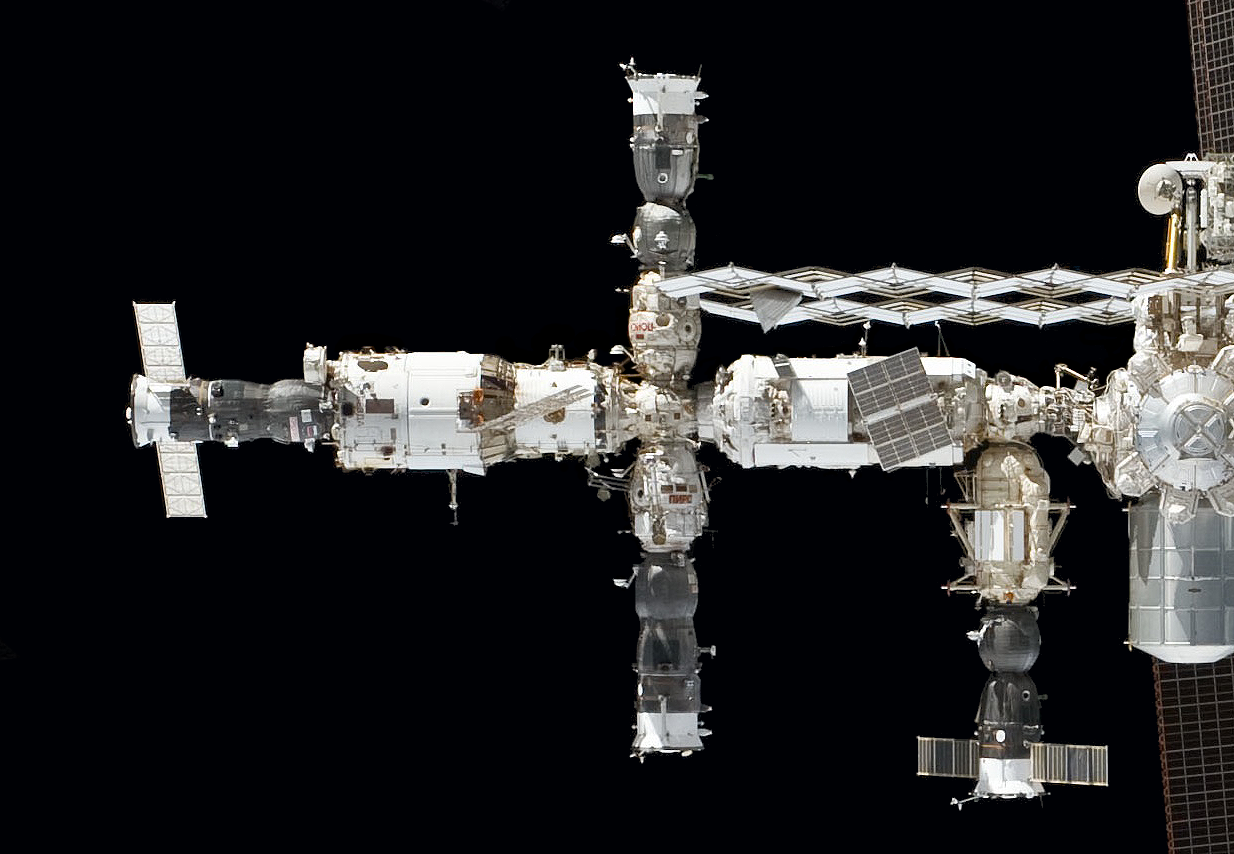
Segmento Orbital Russo da Estação Espacial Internacional

A Agência Espacial Russa é um dos parceiros do programa da Estação Espacial Internacional (EEI); contribuiu com os módulos espaciais Zarya e Zvezda, que foram lançados por foguetes Proton e mais tarde juntaram-se ao Unity Node da NASA. O módulo Rassvet foi lançado a bordo do foguete espacial Atlantis e será usado principalmente para o armazenamento de carga e como um porto de ancoragem para visitas de naves espaciais. O módulo Nauka foi o último componente da EEI montado pela Roscosmos e foi lançado em novembro de 2015.
A Roscosmos é ainda responsável pelos lançamentos das tripulação de expedições à EEI pela espaçonave Soyuz-TMA, além de reabastecer a estação espacial com transportadores espaciais Progress. Depois que o contrato inicial da EEI com NASA expirou, a RKA e a agência estadunidense, com a aprovação do governo dos Estados Unidos, entraram em um contrato que teve vigência até 2011, no qual a Roscosmos vendeu vagas na nave espacial Soyuz para a NASA por aproximadamente 21 milhões de dólares por pessoa em cada sentido (42 milhões de dólares ida e volta por pessoa), bem como forneceu voos no Progress (50 milhões por voo).
A RKA também fornece turismo espacial para passageiros pagando tarifa à ISS através da empresa Space Adventures.